# カサラゴッド-ティルヴァナンタプラム・ヴァンデ・バーラト急行 (コッタヤム経由)
この項目では、インドの急行列車の1つであるヴァンデ・バーラト急行のうち、カサラゴッドとティルヴァナンタプラムの間をコッタヤムを経由して結ぶ列車（英語: Kasaragod–Thiruvananthapuram Vande Bharat Express (via Kottayam)）について解説する。

## 概要
インドの都市・カサラゴッドに位置するカサラゴッド駅とティルヴァナンタプラムのティルヴァナンタプラム中央駅を、コッタヤム駅経由で結ぶ列車。国産の長距離用電車を用いたヴァンデ・バーラト急行のうち、16番目の列車として2023年4月25日に設定され、翌4月26日から本格的な営業運転を開始した。最高速度は運行開始時点で110 km/hだが、線路の改良による高速化も計画されている。所要時間は7時間50分で、列車の編成は運行開始当初16両編成であったが、後述の高い利用率を受けた輸送力増強を目的に、2025年以降は新規に製造された20両編成の列車が使用されている。
2023年時点でヴァンデ・バーラト急行のうち最も利用客が多い列車となっており、運行開始直後の5日間の乗車率は190 %を記録し、それ以降も170 %を超える高い数値を維持している。これを受け、混雑緩和を目的として2023年9月には別の経路でカサラゴッド駅とティルヴァナンタプラム中央駅を経由するヴァンデ・バーラト急行（アラップーザ駅経由便）が営業運転を開始している。